# Wrangell
Wrangell är en stad (city) och borough i Alaska, USA. Boroughen bildades 2008 ur det som tidigare var Wrangell-Petersburg Census Area.

## Geografi
Enligt United States Census Bureau har countyt en total area av 183 km², varav 117 km² land och 66 km² vatten. 
Wrangell ligger på den norra spetsen av Wrangell Island som är en ö i Alexanderarkipelagen. 